# Коле ди Нава (Империја)
Коле ди Нава је насеље у Италији у округу Империја, региону Лигурија.
Према процени из 2011. у насељу је живело 76 становника. Насеље се налази на надморској висини од 931 м.